# Богран, Луис
Луис Богран Бараона (исп. Luis Bográn Barahona;  3 июня 1849, Санта-Барбара — 9 июля 1895, Гватемала) — гондурасский политический и государственный деятель, дважды президент государства Гондурас (9 мая 1883—19 октября 1883 и 1885 — 30 ноября 1891), министр внутренних дел Гондураса (1880—1883), юрист, военный деятель, генерал-майор.

## Биография
Родился в богатой семье. Потомок французского полковника Ромена Бограна, прибывшего в Гондурас в 1820-х годах. Двоюродный брат Франсиско Бограна, президента Гондураса (1919—1920).
Окончил Университет Сан-Карлос.
Был членом Прогресистской партии. Участник войн на американском континенте. В 25-тилетнем возрасте в 1874 году стал бригадным генералом. В 1876 году сражался в армией президента Гватемалы Хусто Руфино Барриоса Ауйона. В 1877 году Луис Богран был избран депутатом конгресса от департамента Санта-Барбара . Работал министром образования в 1883 году, министром юстиции Гондураса.
В мае 1881 года занял пост президента Гондураса, затем в 1883—1885 годах работал главой страны.
Два срока Бограна на посту президента считались благополучными для нации. Известен тем, что значительно расширил систему образования, основал ряд учебных заведений по всей стране, привлекал значительные иностранные инвестиции (особенно в сельскохозяйственный сектор), улучшил инфраструктуру столицы и поощрял исследования древних городов майя (особенно Копана). Был решительным последователем Франсиско Морасана, пытался с помощью тогдашнего президента Гватемалы Хусто Руфино Барриоса Ауйона добиться объединения пяти государств Центральной Америки, но потерпел неудачу.